# Университет A&M в Прери-Вью
Университет A&M в Прери-Вью (англ. Prairie View A&M University; сокр. PVAMU или PV) — американский государственный университет в Прери-Вью, штат Техас; исторически чёрное высшее учебное заведение.
Основанный в 1876 году, университет является вторым старейшим государственным высшим учебным заведением в штате. Является членом Техасской университетской системы A&M и Фонда колледжей Тергуда Маршалла.

## История
Университет был создан в соответствии со статьей 7 Конституции Техаса 1876 года, которая, в свою очередь была принята после Гражданской войны в США в конце эпохи Реконструкции. В этом же году сенатор штата Мэтью Гейнс и член палаты представителей штата Уильям Холланд (оба бывшие рабы, ставшие ведущими политическими деятелями Техаса) разработали закон о создании поддерживаемого государством «Сельскохозяйственного и механического колледжа» (Agricultural and Mechanical college). Это образовательное учреждение стало первым государственным высшим учебным заведением для афроамериканцев в Техасе.
В 1945 году название учреждения было изменено с Нормального и промышленного колледжа Прери-Вью (Prairie View Normal and Industrial College) на Университет Прери-Вью (Prairie View University). В 1947 году Законодательное собрание Техаса изменило название вуза на Техасский A&M колледж Прери-Вью (Prairie View A&M College of Texas). И, наконец, в 1973 году этот же законодательный орган изменил название учебного учреждения на нынешнее Университет A&M в Прери-Вью (Prairie View Agricultural & Mechanical University).
В 1983 году Законодательное собрание Техаса внесло поправку в конституцию, чтобы реструктурировать техасский Постоянный университетский фонд, чтобы включить Университет A&M в Прери-Вью в качестве бенефициара его доходов. В 2000 году губернатор Техаса подписал соглашение Priority Plan с Управлением гражданских прав Министерства образования США о статусе университета как образовательного актива, доступного для всех техасцев.
В декабре 2020 года американская писательница и филантроп Маккензи Скотт пожертвовала университету 50 миллионов долларов, что стало крупнейшим разовым подарком в истории вуза и самым крупным из когда-либо сделанных для исторически чёрных высших учебных заведений.

## Деятельность

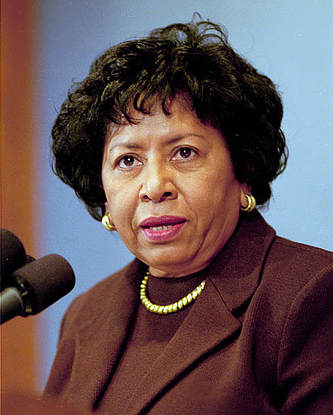
Президент вуза
Рут Симмонс

Университет A&M в Прери-Вью предлагает академические программы через следующие свои образовательные подразделения:
- Nathelyne A. Kennedy College of Architecture
- College of Agriculture and Human Sciences
- Marvin and June Brailsford College of Arts and Sciences
- College of Business
- Whitlow R. Green College of Education
- Roy G. Perry College of Engineering
- College of Juvenile Justice and Psychology
- College of Nursing
- Office of Graduate Studies

Академические программы университета аккредитованы комиссией Южной ассоциацией колледжей и школ.
Университет A&M в Прери-Вью имеет более 50 зданий в своем главном кампусе площадью 5,8 км² в Прери-Вью, а также два своих филиала в Хьюстоне.
Президентом университета в настоящее время является Рут Симмонс. В числе известных его выпускников: известный ресторатор Артур Брайант, американская джазовая трубач Клора Брайант, блюзовый музыкант Чарльз Браун, джазовый саксофонист Дьюи Редман, профессиональный баскетболист Зелмо Бити, второй президент Университета Хьюстон-Даунтаун Дон Бони и многие другие.